# 1リットルの涙
『1リットルの涙』（いちリットルのなみだ）は、1人の若い女性が中学生の時に発症した難病と闘った実話を記した書籍。各国語に翻訳され、世界中で数百万部が読まれているとされる。

映画化、テレビドラマ化もされた（フジテレビ等のテレビドラマについては、1リットルの涙 (テレビドラマ)を参照）。

## 概説

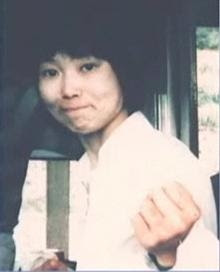
木藤 亜也

愛知県豊橋市に住む木藤亜也（きとう あや、1962年7月19日 - 1988年5月23日）は中学3年の時、頻繁に転んでしまうなどの体の不調を訴え、光生会病院で受診、その後医師から、手足や言葉の自由を徐々に奪われながら最後には体の運動機能を全て喪失してしまう難病「脊髄小脳変性症」と診断される。
小脳、脳幹、脊髄が徐々に萎縮してしまう疾患であり、箸がうまく持てない、よく転ぶといった症状から始まり、進行するにつれて歩けなくなったり、字が書けなくなったりする。最終的には言葉も話せなくなり、寝たきりになり、最悪の場合は死亡する疾患である。小脳、脳幹、脊髄が萎縮していっても大脳は正常に機能するため、知能には全く障害がない。つまり、体が不自由になっていくことを自分自身がはっきりと認識できてしまうのである。彼女は、体の自由が利かなくなることと、自分の意識が変わることのない現実の狭間で生き抜いていく。
彼女が闘病中に手が動かなくなるまで書き綴った日記をまとめた単行本が1986年、名古屋市の出版社から出版された。愛知県など東海地方を中心に大きな反響を呼び、2005年2月には幻冬舎が文庫本として出版。2006年現在、発行部数は210万部を突破し、ロングセラーとなる。
1988年5月23日、午前0時55分、木藤亜也は脊髄小脳変性症の進行に伴う衰弱と、それに伴う尿毒症により、25年の短い生涯を閉じた。その後、亜也の母・木藤潮香が娘との想い出を綴った単行本「いのちのハードル」が出版された。
なお、「1リットルの涙」の巻末には、亜也の主治医だった山本紘子・藤田保健衛生大学教授の回顧が寄稿されている。文庫版では潮香のあとがきと、『追記』として亜也の最期の模様が載せられている。
2006年には、NHKにて「こころの時代-1リットルの涙から20年」が放送された。
2011年10月、群馬大学の平井宏和教授らの研究グループが、脊髄小脳変性症が発症する仕組みの一部を、マウス実験で解明したと発表した。

## 映画
2004年に製作。文部科学省選定映画。
2005年2月10日にテアトル池袋他にて公開。また、地方の公民館等を中心に
1年間に亘りロングラン公開された。ビデオ・DVDは2006年1月21日に東映ビデオより発売。
撮影は、亜也の生活の場であった豊橋市で、2004年4月29日から5月26日に行われた。実際に通っていた愛知県立豊橋東高等学校などでロケをするなど、地元に密着した作品となっている。

### キャスト
- 木藤亜也：大西麻恵
- 木藤潮香：かとうかずこ
- 木藤瑞生（亜也の父）：浜田光夫
- 山本纊子（主治医）：鳥居かほり
- さと（寮母）：芦川よしみ
- ハル（パン屋）：松金よね子
- 患者：森山周一郎、速水亮
- 大西麻恵、かとうかずこはドラマ版にも親子役で出演している（1リットルの涙 (テレビドラマ)を参照）。
- 高校での場面では、亜也が実際に在籍していた高校の多くの在校生がエキストラとして参加している。
- 森山周一郎はドラマ版の第2話で、神経内科教授・宮下信太郎（清林医科大学病院長）役でも出演している。

### スタッフ
- 監督：岡村力
- 製作：オールアウト、東映、東映ビデオ、フジテレビ
- 主題歌：加藤郁子「空へ」（ソニー・ミュージックエンタテインメント）
- 挿入歌：大森洋平「グライダー」（ソニーミュージックエンタテインメント）
- 配給：東映

### ロケ地
- 豊橋市内
- 愛知県立豊橋養護学校（現・愛知県立豊橋特別支援学校。実際の亜也は愛知県立岡崎養護学校へ通学）
- 愛知県立豊橋東高等学校
- 豊橋市民病院
- 豊川河川敷
- 豊橋バイパス
- 愛知県立岡崎養護学校（現・愛知県立岡崎特別支援学校）

### 受賞
- 第9回中国国際児童映画祭「私が最も好きな映画フィルム」（2007年）[2]

## テレビドラマ
- 2005年にフジテレビ系列でテレビドラマが放送された。
- 2018年にはトルコで本作を原作としたドラマが制作された。

## 書籍
- 『1リットルの涙 難病と闘い続ける少女亜也の日記』（木藤亜也著、エフエー出版、1986年2月 ISBN 4-900435-26-0）
  - のち幻冬舎文庫、2005年2月 ISBN 4-344-40610-9
- 『いのちのハードル 「1リットルの涙」母の手記』（木藤潮香著・エフエー出版、1989年5月 ISBN 4-900435-78-3）
  - のち幻冬舎文庫、2005年2月 ISBN 4-344-40611-7
- 『負けとったらいかんじゃん ｢1リットルの涙｣物語』（藤崎康夫[文]、みのしまきぬよ[絵]、マルス出版、1993年10月 ISBN 4-87208-050-5）
- 『ラストレター 「1リットルの涙」亜也の58通の手紙』（木藤亜也著、幻冬舎、2005年8月 ISBN 4-344-01033-7）
  - のち文庫、2006年4月 ISBN 4-344-40770-9
- 『お手本なしの人生 「1リットルの涙」亜也の詩』（木藤亜也・木藤潮香著、小学館、2006年12月 ISBN 4-09-387682-7）
- 『一公升的眼淚 亞也的日記』（明珠[訳]、台北：高寶国際有限公司、2006年4月 ISBN：9867088298）台湾繁体中文版
- 『生命的障礙：《一公升的眼淚》母親潮香的手記』（明珠[訳]、台北：高寶国際有限公司、2006年4月 ISBN：986708831X）台湾繁体中文版
- 『一公升的眼淚 亞也的日記』（李奪[訳]、吉林：吉林文史出版社、2006年9月 ISBN 7-80702-483-6）中国語版
- 『生命的障碍 一公升的眼泪母子篇』（李奪[訳]、吉林：吉林文史出版社、2007年2月 ISBN 978-7-80702-484-2）中国語版
- 『1リットルの涙』（原作：木藤亜也、作画：KITA(紺野キタ)、幻冬舎コミックス、2005年12月 ISBN 4-344-80608-5）漫画版
- 『一公升的眼淚 最後的58封信』（賴庭筠[訳]、台北：高寶国際有限公司、2009年8月15日 ISBN：9861853406）台湾繁体中文版